# Ioana de Castilia
Script error: The module returned a nil value. It is supposed to return an export table.
Ioana de Castilia (spaniolă Juana I de Castilla), (n. 6 noiembrie 1479, Toledo, Spania – d. 12 aprilie 1555, Tordesillas⁠(d), Castilia și León, Spania), numită și Ioana cea Nebună (Juana La Loca), a fost regină a Castiliei și a Aragonului, în comun cu fiul ei Carol al V-lea, Împărat al Sfântului Imperiu Roman, deși din 1506 nu a exercitat nici o putere, iar din 1509 a trăit închisă la Tordesillas mai întâi din voința tatălui său Ferdinand al II-lea de Aragon și apoi din voința fiului său Carol al V-lea. Prin naștere a fost infantă de Castilia și de Aragon. De la o vârstă fragedă a dat semne de indiferență religioasă, iar mama sa a încercat să păstreze secretul. S-a căsătorit cu Filip cel Frumos și au avut șase copii. La moartea mamei sale în 1504, a fost proclamată regina Castiliei împreună cu soțul său, iar la moartea tatălui său în 1516, devine regina Navarrei și a Aragonului. Prin urmare în 25 ianuarie 1516 a devenit, teoretic, prima regină a coroanelor care au modelat Spania contemporană, dar din 1506 puterea sa a fost doar nominală. A fost numită Ioana cea Nebună, datorită unei presupuse boli mintale cauzate de gelozie și apoi de durerea pentru moartea soțului său, argument care a fost folosit de tatăl ei și mai târziu de fiul ei Carol pentru a o închide pe viață la Tordesillas. Figura ei a fost popularizată în perioada Romantismului în pictură și literatură. 

## Educație

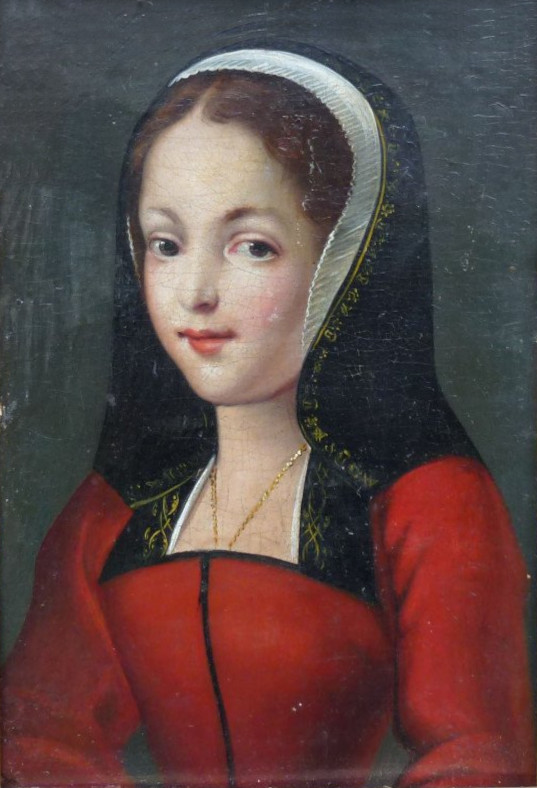
Ioana de Castilia în copilărie

Ioana s-a născut în vechiul oraș vizigot Toledo, capitala regatului Castiliei. Ea a fost al treilea copil și a doua fiică a regilor Isabela a Castiliei și Ferdinand al II-lea de Aragon. La curtea castiliană, principalii ei preceptori au fost preotul dominican Andrés de Miranda, profesor respectat și membru al curții reginei, Beatriz Galindo și mama sa, regina. Ioana a studiat religia, muzica, dansul, eticheta curții, și-a dezvoltat abilități ecvestre și a învățat să stăpânească toate limbile (sau dialectele) romanice iberice: castiliana, leoneza, galiciana, portugheza și catalana. De asemenea, ea vorbea fluent franceza și latina. Deja din 1495 a arătat semne de scepticism religios și  lipsă de devotament față de culturile și ritualurile creștine. Acest fapt a alarmat-o pe mama sa, care a ordonat să fie păstrat secretul.

## Căsătoria cu Ducele de Burgundia

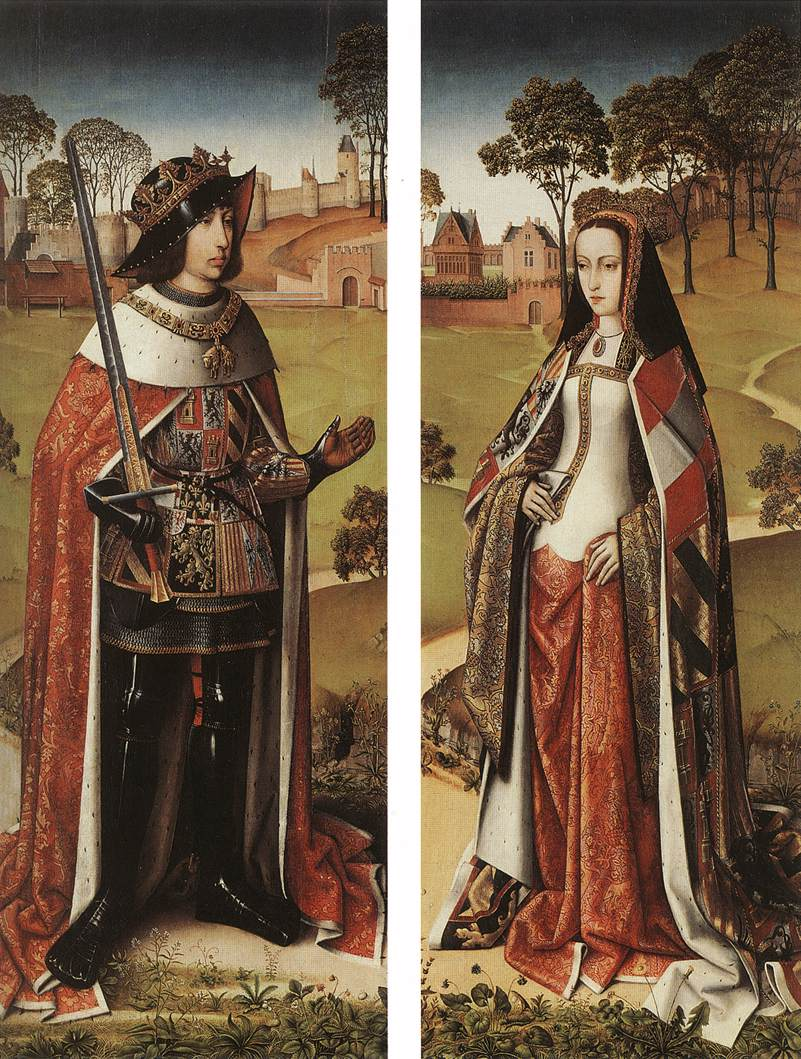
Filip cel Frumos și Ioana

În 1496, la vârsta de 16 ani, Ioana se logodește cu arhiducele Filip cel Frumos, fiul împăratului Maximilian I al Imperiului romano-german și al primei sale soții Maria de Burgundia. Căsătoria a fost o alianță între Casa de Habsburg și Casa de Trastamara împotriva puterii în creștere a francezilor. În august 1496 ea a părăsit portul Laredo (actuala Cantabria) din nordul Spaniei, la bordul unei carace condusă de căpitanul Juan Perez. Flota, care voia să demonstreze splendoarea coroanelor Castiliei și Aragonei, era compusă din alte nouăsprezece nave și caravele, comandate de amiralul D. Frederic și conduse de Sancho de Bazán. Flotei i s-au alăturat alte 60 de nave comerciale, care transportau lână din Castilia. A fost cea mai mare flotă în misiune de pace, organizată de Castilia. Călătoria a fost plină de peripeții: în 31 august flota a fost nevoită să se refugieze la Portland, Anglia. Când în cele din urmă flota se apropia de Middelburg, Zeelanda, o caracă genoveză care transporta 700 de oameni, hainele și multe din efectele personale ale Ioanei, a eșuat pe un banc de nisip și a trebuit să fie abandonată. Ajunsă în țările nordice, Ioana nu a fost primită de către logodnicul ei, datorită opoziției francofililor de la curtea lui Filip. Căsătoria formală a avut loc în 20 octombrie 1496, la Lier, la nord de Bruxelles, Filip fiind fascinat de frumusețea Ioanei.
 Imediat cei doi soți se îndrăgostesc nebunește. 
Între anii 1498 și 1507 ea a născut șase copii (doi viitori împărați și patru viitoare regine).
Această uniune a fost considerată (din punct de vedere politic), drept una din cele mai reușite din istoria europeană: moștenitorul lui Filip și al Ioanei urma să devină stăpân peste un teritoriu enorm și pretendent al coroanei imperiale. Curtenii îi vedeau pe Filip și Ioana ca un cuplu perfect. Cei doi s-au stabilit la Bruxelles unde s-a născut prima lor fiică, Eleanor. Dar curând, cum era normal în acea epocă, Filip a avut aventuri cu alte femei, ceea ce a provocat accese de gelozie furibunde din partea Ioanei, îndrăgostită nebunește de soțul ei. Comportamentul Ioanei nu era socotit normal deoarece misiunea legitimă a căsătoriei era aceea de a procrea și relațiile extra-conjugale erau socotite normale. Ioana obișnuia să-l respingă pe Filip când acesta acorda prea multă atenție altor doamne de la curte, ținându-l la distanță, ceea ce-l făcea pe Filip să cadă în depresie și să facă scene de gelozie.

## Prințesă de Asturia

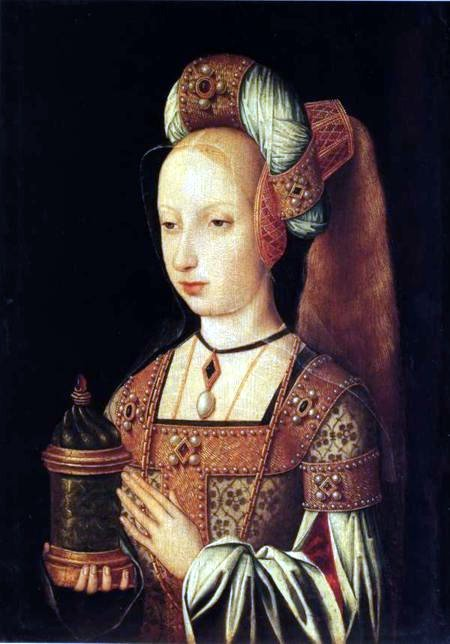
Ioana de Castilia

Moartea singurului ei frate, Ioan, Prinț de Asturia, fiul cel mare al regilor Isabela a Castiliei și Ferdinand al II-lea de Aragon, a surorii sale mai mari Isabella de Asturia, regină a Portugaliei și a singurului ei fiu Miguel, a făcut-o pe Ioana moștenitoarea tronului Spaniei. În 1502, curtea castiliană a recunoscut-o pe Ioana moștenitoarea legitimă a tronului castilian. Împreună cu soțul ei a plecat la curtea Spaniei pentru a primi titlul de prințesă de Asturia conform tradiției. La sfârșitul anului Filip s-a întors în Flandra,  ceea ce a aruncat-o într-o tristețe profundă pe Ioana. La 10 martie 1503 a dat naștere unui fiu ,care a fost numit Ferdinand ca și tatăl Ioanei. Ioana a dorit să se întoarcă la soțul ei, dar mama sa a încercat să o împiedice. Încăpățânată, Ioana a insistat să plece, iar mama sa a închis-o sub supravegherea episcopului Fonseca în castelul La Motta. După o discuție foarte aprinsă cu Ioana, Isabela a Castiliei a fost nevoită să o lase să plece, punând însă în dubiu sănătatea mintală a fiicei sale.

## Regină a Castiliei și Leonului
De la moartea mamei sale, Isabela I a Castiliei în 26 noiembrie 1504, Ioana a devenit regină a Castiliei iar soțul ei rege de jure uxoris. Tatăl Ioanei, Ferdinand al II-lea și-a pierdut titlul de rege al Castiliei deși soția sa i-a permis să guverneze în absența Ioanei sau, dacă Ioana nu dorește să conducă ea însăși, până când fiul ei, Carol I va împlini 20 de ani. Ferdinand a refuzat să accepte asta; a emis monede pe care scria "Ferdinand și Ioana, rege și regină a Castiliei, Leonului și Aragonului" iar la începutul anului 1505 a convins curtea că Ioana este bolnavă și nu poate guverna.

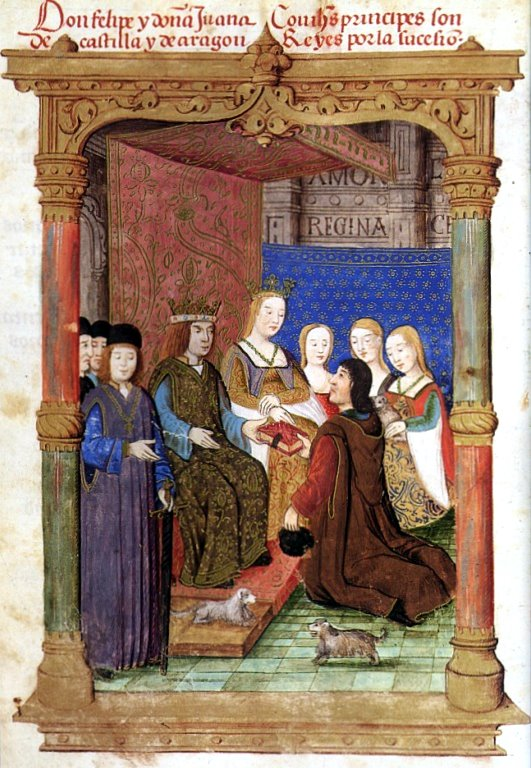
Filip și Ioana la curte

Soțul Ioanei, Filip cel Frumos, care nu se mulțumea cu regența ci visa să fie rege, a emis la rândul său monede cu numele "Filip și Ioana, rege și regină a Castiliei, Leonului și Arhiduci de Austria, etc" și a început să se plângă de comportamentul ei. În replică, Ferdinand a îmbrățișat o politică pro-franceză, s-a căsătorit cu Germaine de Foix, nepoata regelui Ludovic al XII-lea al Franței în speranța că va avea un fiu care va moșteni Aragon și poate Castilia.Filip și Ioana au rămas la curtea din Bruxelles, unde în 15 septembrie 1505 Ioana a dat naștere celui de-al cincilea copil, Maria. La sfârșitul anului 1505 Filip era dornic să meargă în Castilia, astfel a dispus să se pregătească flota, în ciuda faptului că era riscant să călătorească în timpul iernii. Au plecat în 10 ianuarie 1506 cu 40 de nave. În Canalul Mânecii o furtună a scufundat mai multe nave, iar restul au fost împrăștiate. În cele din urmă s-au oprit în Portland și au stat trei luni în Anglia. Ioana cu această ocazie a vizitat-o pe sora ei Caterina de Aragon, pe care nu o văzuse de zece ani. Au plecat în aprilie și în loc să meargă în Laredo, unde erau așteptați, au mers la A Coruña, probabil pentru a câștiga timp și pentru a se reuni cu nobilii castilieni, înainte de a se întâlni cu Ferdinand. Filip nu voia să renunțe la Castilia fiind pregătit pentru o confruntare armată. Dar datorită diplomației lui Ferdinand s-a semnat tratatul de la Villavafila, prin care Ferdinand îi ceda Castilia lui Filip, convenind cu un al doilea tratat excluderea Ioanei de la guvernare, datorită presupusei sale nebunii. Imediat după aceea Ferdinand a declarat că a fost șantajat de ginerele său, pe care l-a acuzat că o ține prizonieră pe Ioana și a dezmințit tratatul, spunând că Ioana trebuie să-și mențină dreptul de Reina proprietaria a Castiliei. În această controversă, este evidentă contradicția între prima declarație despre incapacitatea fiicei sale și afirmația succesivă despre drepturile regale ale acesteia: prima dată nebună, apoi înțeleaptă. De fapt și Filip și Ferdinand 
„amândoi sunt interesați să acrediteze ideea că Ioana este incapabilă să guverneze.”—J. Pèrez, Isabella e Ferdinando, p. 320, op. cit. în bibliografie
La 25 septembrie 1506 Filip a murit brusc de febră tifoidă la Burgos în Castilia. Unii au suspectat că a fost otrăvit de socrul său Ferdinand al II-lea. Ioana era însărcinată cu cel de-al șaselea lor copil, Caterina. 
Aici a început tragedia Ioanei de Castilia: tatăl ei, ca regent, a scris la toate curțile Europei, lamentându-se de nebunia fiicei sale, cauzată de moartea bruscă a iubitului soț. Astfel a apărut legenda, sporită și răspândită, despre comportamentul ciudat al Ioanei, văduvă inconsolabilă, asupra sicriului soțului său. Ioana decisese să mute trupul lui Filip de la Burgos unde murise, pentru a respecta dorința lui Filip de a fi înmormântat la Granada, cu excepția inimii care a fost purtată la Bruxelles. Însoțită de un alai de nobili, soldați, preoți, doamne de la curte și slujitori, a pornit la drum. Călătoreau numai pe timp de noapte, deoarece Ioana era de părere că un alai cu un catafalc pe străzile orașelor, nu era un spectacol prea plăcut la vedere. Timp de opt luni cât a durat călătoria, ea nu s-a despărțit de sicriul soțului. Nobilii din cortegiu erau nemulțumiți și s-au înmulțit bârfele despre nebunia reginei. În orașul Torquemada la 14 ianuarie 1507, Ioana a dat naștere ultimului copil, Caterina. Ioana devenise o văduvă râvnită, moștenitoarea unei coroane prestigioase.
Fiul și moștenitorul ei, Carol I, avea 16 ani și era în grija mătușii sale în nordul Flandrei; tatăl ei a rămas în Aragon permițând creșterea crizei politice. 
De la moartea mamei sale, până la propria moarte, Ioana a deținut doar în mod formal titlul de regină a Castiliei, deoarece puterea reală a fost deținută de o serie de patru regenți diverși.

## Anticonformismul Ioanei
Încă din tinerețe Ioana a avut un caracter neconvențional și anticonformist într-un ambient întunecat, reacționar și dificil pentru Reconquista, în care religia era un element important al identității naționale. Terminată reconquista prin înfrângerea lui Boabdil, ultimul sultan al Granadei, în 2 ianuarie 1492 și intrarea oficială a regilor catolici în Granada în 6 ianuarie 1492, națiunea era sub control militar și existau tensiuni politice și religioase. Sub aspect politic, era necesară consolidarea puterii regale pentru construirea unei noi unități naționale; sub aspect religios exista problema musulmanilor (spaniolă moros), a evreilor și a ereziei, probleme rezolvate drastic prin expulzarea comunităților evreilor și maurilor. Tânăra Ioana, cu caracterul ei rebel, a scandalizat curtea regală a mamei sale, care o supunea unei discipline tot mai rigide. Răceala ei în privința catolicismului și caracterul său încăpățânat s-au dovedit un amestec exploziv.

## Tema nebuniei

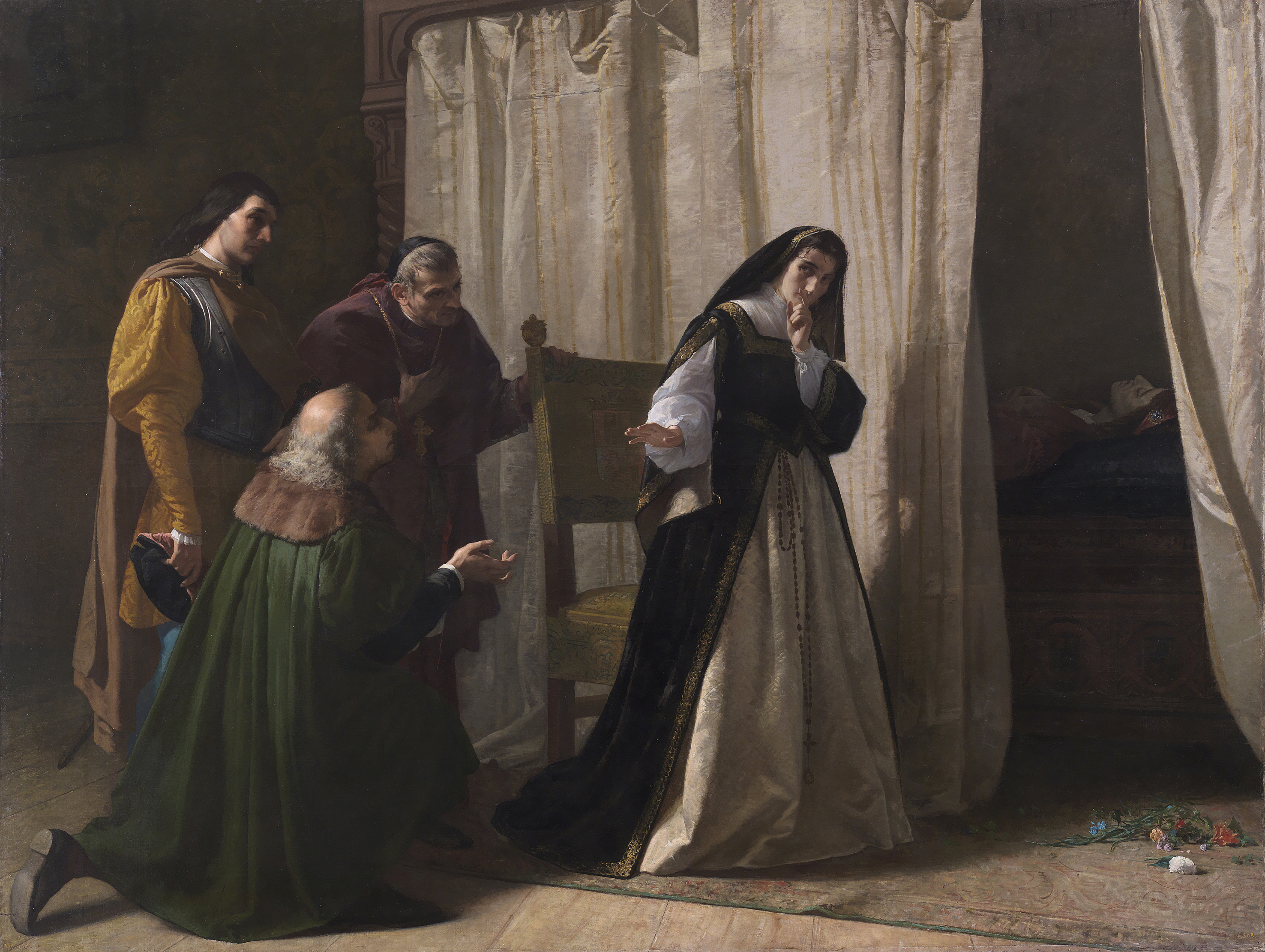
Nebunia Ioanei (1867), de Lorenzo Valles Muzeul Prado Madrid

Tema centrală în istoria Ioanei este presupusa sau reala sa nebunie. Versiunea oficială în secolul al XVI-lea era că Ioana fusese înlăturată deoarece era incapabilă din cauza unei boli mintale. S-a emis ipoteza că ar fi suferit de depresie, schizofrenie, psihoză. S-a speculat că ar fi moștenit boala prin mama sa, de la bunica sa maternă Isabela a Portugaliei, regină a Castiliei, care suferise în timpul văduviei de o boală mintală.

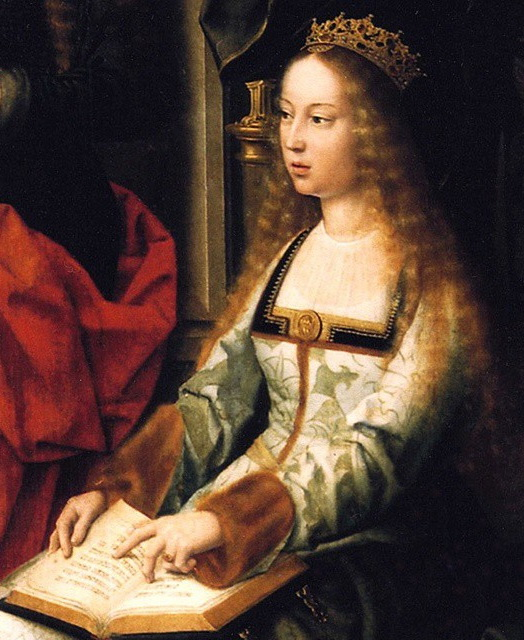
Isabela a Castiliei, mama Ioanei

Cercetările efectuate de Gustav Adolf Bergenroth și studiile lui Karl Hillebrand, au aruncat o lumină nouă asupra unui fapt istoric arhivat în grabă, după spusele acestor istorici. Ioana a fost victimă nu doar ca regină, ci mai înainte de toate ca femeie sacrificată, după părerea acestor istorici, nu din motive de stat, ci, la început, dinegoismul personal și politic al tatălui sau, iar apoi al fiului sau, cu o scurtă paranteză conjugală în care soțul lovea în sentimentele și feminitatea unei femei a cărei singură vină era aceea de a fi regină și de a fi exprimat din tinerețe un nonconformism religios neobișnuit în acele vremuri.
Acest comportament declanșase furia mamei sale, Isabela a Castiliei și a tatălui său Ferdinand de Aragon, care încercau să construiască o nouă unitate națională și să primească consensul asupra propriei politici. Istoricul german Bergenroth, în a doua jumătate a secolului al XIX-lea, cu multă muncă și cu un spirit investigativ minuțios, a căutat în arhivele din Simancas, reușind să deschidă acele dulapuri secrete, care timp de patru secole au ascuns documentele ce vor da un curs diferit istoriei Ioanei de Castilia. Acele documente au fost puse la dispoziția comunității istorice prin publicarea lor în Calendar of letters, despaches and State papers relating to negotiations between England and Spain, 1868.
Astfel s-a deschis un nou scenariu istoric care l-a dus pe Hillebrand la reexaminarea cazului și la concluzii diferite față de versiunea cunoscută, reconstruind prin noi documente cazul istoric și personal al Ioanei de Castilia.
Tema nebuniei Ioanei de Castilia a stârnit interesul istoricilor și scriitorilor de-a lungul timpului. Unii nu au adâncit subiectul, socotindu-l un element neglijabil în jocurile "istoriei mărețe", alții au pus sub semnul întrebării versiunea oficială a nebuniei Ioanei, recunoscând totuși un cert anticonformism al acesteia.
Totuși este imposibil de rezolvat enigma presupusei nebunii a Ioanei, datorită timpului care a trecut, a documentării fragmentate și deoarece nu este semnificativa din punct de vedere istoric.

## Captivitatea la Tordesillas

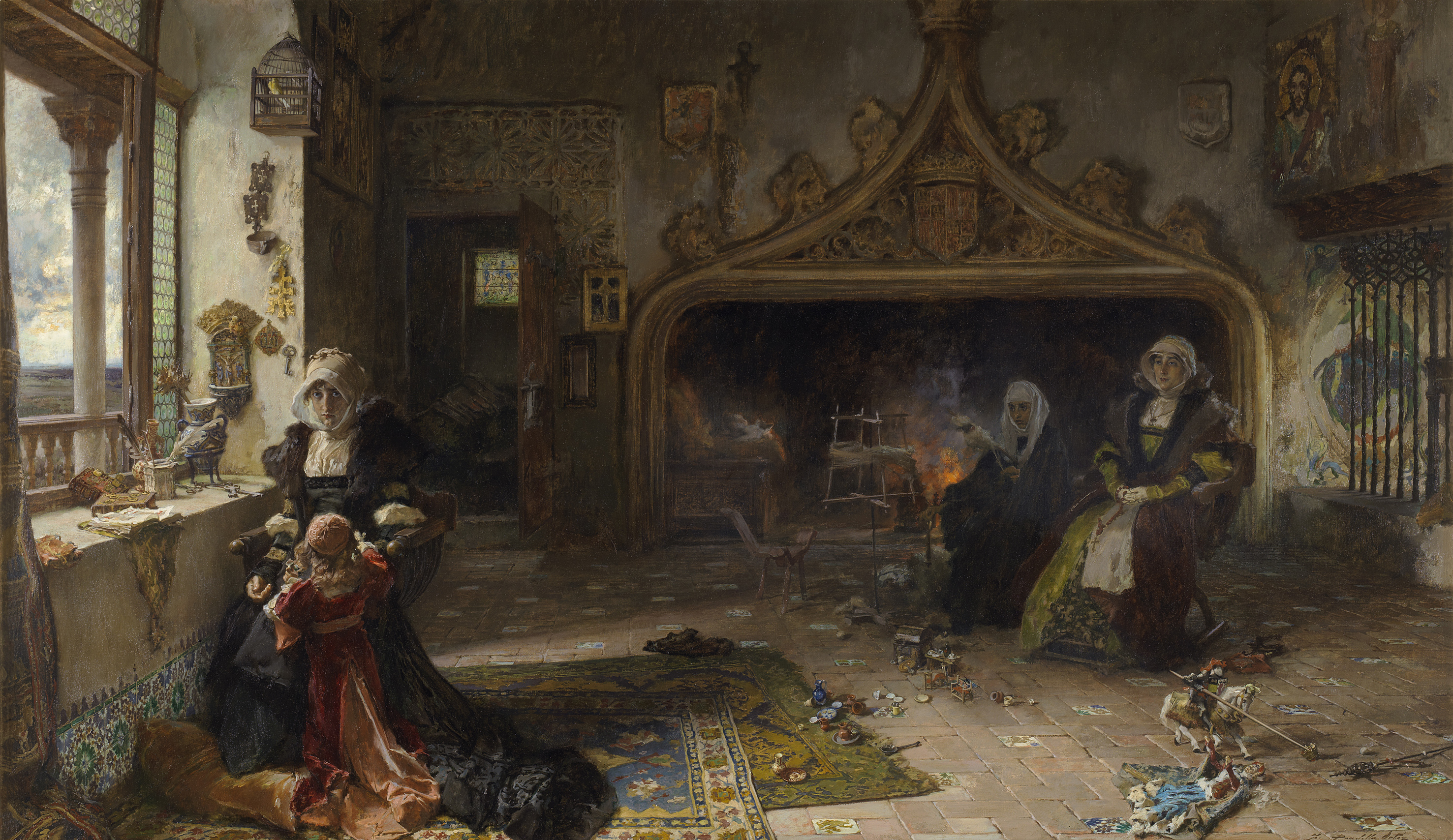
Regina Ioana cea Nebună închisă la Tordesillas împreună cu fiica sa infanta Caterina, tablou de Francisco Pradilla, 1906

În februarie 1509 Ioana a fost închisă în castelul Tordesillas din ordinul tatălui său, împreună cu ultimul copil, Caterina, complet izolată de lumea externă. După moartea lui Ferdinand în 23 ianuarie 1516, situația Ioanei nu s-a schimbat, deoarece fiul ei Carol Quintul la rândul lui dorea coroana.
Pe 4 noiembrie 1516, Carol, care nu-și văzuse mama de zece ani și fusese crescut în Flandra de către mătușa sa Margareta, a mers să o viziteze. Nu își mai amintea de ea și doar auzise de nebunia ei. Întâlnirea a fost necesară deoarece Carol avea nevoie de legitimarea sa pe tron și situația Ioanei nu s-a schimbat cu nimic după aceea. 

Carol se temea de anticonformismul Ioanei în privința religiei. Un guvern al mamei sale ar fi avut un efect distrugător asupra clerului și a nobilimii ce erau la putere din timpul regenței lui Ferdinand. De asemenea l-ar fi făcut să piardă coroana și ar fi eliminat anturajul flamand de care era înconjurat și care se îmbogățea pe seama lui. O incapacitate mintală a Ioanei era comodă multora, iar cei interesați erau conștienți de acest fapt. Astfel, Carol a continuat politica bunicului său și a lăsat-o pe mama sa închisă la Tordesillas. 
„El a sacrificat-o cu fermitate pe mama sa, la fel cum  Filip își sacrificase soția datorită avariției și cum Ferdinand își jertfise fiica datorită planurilor sale politice”
 Ioana și fiica sa au fost abuzate fizic și psihic de către temnicerii lor. Cu atât mai grei au fost anii petrecuți sub paza marchizului de Denia, don Bernandino de Sandoval y Royas și a soției sale, temniceri aleși de Carol Quintul. Predecesorul său, Juan Ferrer, a declarat că nu o supusese niciodată pe regină torturii cu la cuerda din proprie inițiativă, ci doar la ordinul lui Ferdinand. Captivitatea Ioanei a fost extrem de dificilă și datorită totalei izolări la care a fost supusă. Era constrânsă să practice catolicismul și să se confeseze, ceea ce refuza cu încăpățânare. De-a lungul anilor au izbucnit mai multe epidemii de ciumă, iar marchizul Denia a cerut permisiunea de a evacua palatul, dar Carol a refuzat. Chiar dacă viața mamei sale era în pericol, Carol dorea să o țină ascunsă de ochii lumii. Marchizul Denia a demonstrat un zel exemplar în funcția sa de temnicer, după cum demonstrează corespondența purtată cu Carol Quintul, în care uneori amintea că înainte de sentimentele filiale trebuie să fie puse interesele politice, uneori sugera ca regina să fie supusă unei anumite torturi, deoarece astfel ar fi adus un serviciu lui Dumnezeu, și deseori îi amintea că acționa doar în interesul lui. Denia îi înlătura pe acei călugări care, puși alături de regină pentru a o converti, deveneau în schimb prieteni și apărători, așa cum s-a întâmplat cu călugărul Juan de Avila. Carol era mereu informat de ceea ce se întâmpla, deoarece se temea că mama sa, liberă și activă, ar putea înflăcăra șovăitorul sentiment anti-flamand și i-ar periclita puterea. Dacă s-ar fi zvonit că regina este sănătoasă, adversarii noului rege l-ar fi putut răsturna. Ferdinand și Carol au încercat să șteargă orice corespondență cu temnicerii Ioanei și chiar și Filip a ordonat să se ardă unele documente referitoare la bunica sa.Caterina a părăsit-o pe mama sa în 1525, când a plecat să se mărite cu Ioan al III-lea al Portugaliei.

## Revolta comunităților castiliene

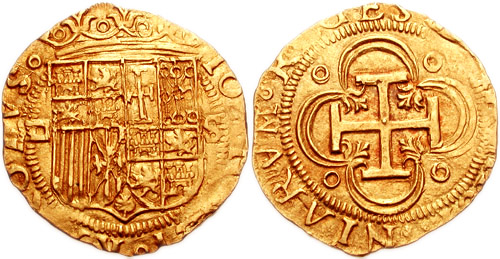
Scud cu Ioana și Carol

De mult timp în Castilia mocnea nemulțumirea și resentimentul față de Carol și curtea sa de flamanzi, pentru rapacitatea cu care își exercitau puterea. La aceasta, se unea și faptul că regele urma să plece, pentru a fi încoronat cu coroana imperială, pe care o primise la moartea bunicului său Maximilian I și după o serie de intrigi și mari sume de bani vărsate pentru a cumpăra voturile necesare pentru a fi ales. Carol a plecat în 20 mai 1520, lăsându-l ca regent pe detestatul flamand Adrian de Utrecht, viitorul papă Adrian al VI-lea.
La sfârșitul lunii mai 1520 a izbucnit așa numita revoltă a comunităților castiliene,(spaniolă movimiento comunero) cu caracter anti-flamand, condusă de Juan de Padilla. În luna august din același an, locuitorii din Tordesillas s-au alăturat rebelilor și au luat cu asalt castelul în care se găsea închisă regina. L-au înlăturat pe Denia și au eliberat-o pe Ioana și, convinși că era în deplinătatea facultăților mintale, au încercat să o atragă de partea lor. Astfel ea a aflat de moartea tatălui ei și de evenimentele care avusesera loc de când era închisă. Ioana i-a primit de multe ori pe reprezentanții rebelilor, dar a refuzat să se alăture lor împotriva fiului său, chiar dacă o eliberaseră; a refuzat să semneze orice document care ar fi legitimat acțiunile lor. În această situație, ea a arătat că nu este nebună, păstrând drepturile fiului ei. Chiar și Adrian de Utrecht, devenit episcop de Tortosa, îi comunica lui Carol că toți erau martorii sănătății mintale a mamei sale și preciza: "Alteța Voastră a uzurpat titlul regal și a ținut-o prizonieră forțat pe regină, care este rațională, sub pretextul că este nebună...".
Revolta a fost reprimată cu bătălia finală de la Villalar, în 23 aprilie 1521, iar conducătorii ei au fost executați.

## Ultimii ani

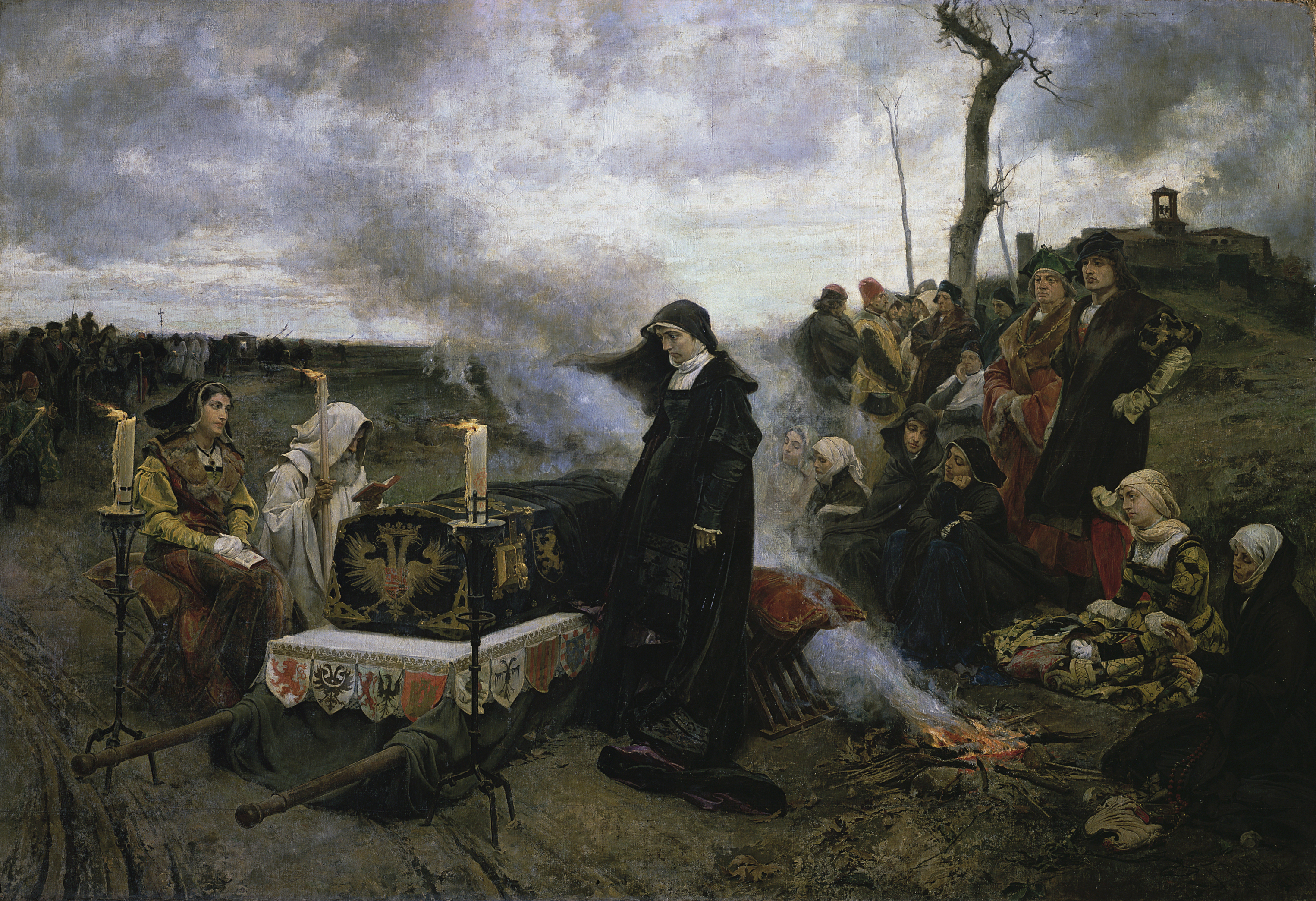
Ioana cea Nebună (1877) de Francisco Pradilla y Ortiz, Muzeul Prado, Madrid

După insuccesul revoltei, Ioana a fost închisă din nou sub supravegherea marchizului Denia, devenit și mai ostil din cauza ofenselor suferite în timpul revoltei. Viața Ioanei s-a deteriorat progresiv, mai ales după plecarea fiicei sale pentru a se căsătorii cu regele Portugaliei. Aceasta încercase mereu să o protejeze pe mama sa de răutățile marchizului Denia. Crizele depresive au crescut în intensitate și în ultimii ani presupusa boală mentală a devenit reală. Avea probleme la  picioare și în ultimii ani nu mai putea merge. A murit vineri 12 aprilie 1555, Vinerea Mare, după ce a refuzat din nou să primească ungerea de pe urmă. La căpătâiul ei se afla Francisco de Borja, care a mărturisit că fost lucidă până la sfârșit. A fost înmormântată la mănăstirea Santa Clara și nu a avut parte de funeralii de stat. Mai târziu, nepotul ei Filip a poruncit să fie înmormântată în Capilla Real (Capela Regală) a catedralei din Granada, alături de soțul său și de alți regi spanioli.
A fost victima tatălui său ,pe care l-a adorat, dar care a văzut în ea gânduri puțin ortodoxe și indisponibilitatea de a-l urma în politica  inchiziției și a rugurilor.
Ioana a rămas în istorie cu numele cea nebună, un supranume jignitor, și poate chiar a înnebunit după 46 de ani de captivitate aproape neîntreruptă.
Michael Pradwin a văzut secretul din Tordesillas: închisă din rațiuni de stat, folosind ca pretext nebunia, captivitatea a făcut-o să-și piardă mințile cu adevărat.
Ioana a demonstrat până la final o hotărâre și o forță morală pe care nici măcar captivitatea dură, nemiloasă și lipsită de orice privilegiu nu a reușit să o înfrângă. Fiul său, Carol Quintul, a abdicat la trei luni dupa moartea ei și a murit trei ani mai târziu la mănăstirea Cuacos de Yuste, în 21 septembrie 1558.
După G. Belli, Ioana, Reina Proprietaria a Castiliei, a Leónului  a Granada, a Galiciei, a Seviliei, a Aragonei, a Navarrei, a Indiilor Occidentale, a Insulelor Canare, a Neapolelui, a Siciliei, contesă de Barcelona, "nu era nebună ci victimă a circumstanțelor politice din acea vreme".

## Regina Ioana în arte
Amintirea Ioanei s-a estompat curând, dar figura ei a inspirat mulți artiști, mai ales în perioada romanticismului, deoarece reunea un număr de caracteristici foarte apreciat: pasiunea, dragostea neîmpărtășită, suferința și gelozia. În 1836, pictorul francez Charles de Steuben, a pictat un tablou care rafigura legenda romantică a reginei bolnave de dragoste. Manuel Tamayo y Baus a scris Madness of Love (1805), Emilio Serrano a compus opera Juana la Loca. Există zeci de picturi care descriu unele aspecte ale nebuniei Ioanei, cele mai cunoscute sunt La demencia de Doña Juana de Castilia de Lorenzo Vallés (1868) și Doña Juana "la Loca" de Francisco Pradilla y Ortiz (1878); amândouă se află la muzeul Prado din Madrid.

### Filme
- Madness of Love din 1948 în regia lui Juan de Orduna.
- Juana la Loca de vez en cuando din 1983 în regia lui José Ramón Larraz.
- Juana la Loca din 2001 în regia lui Vicente Aranda.

## Copii
| Portret                                                                       | Nume                                               | Naștere            | Deces              | Note |
| ----------------------------------------------------------------------------- | -------------------------------------------------- | ------------------ | ------------------ | --- |
| Cu Filip de Habsburg (22 iulie 1478 – 25 septembrie 1506; căsătoriți în 1496) |                                                    |                    |                    | |
|                                                                               | Eleanor                                            | 15 noiembrie 1498  | 25 februarie 1558  | căsătorită prima dată în 1518 cu Manuel I al Portugaliei, au avut copii; căsătorită a doua oară în 1530 cu Francis I al Franței, n-au avut copii. |
|                                                                               | Carol al V-lea, Împărat al Sfântului Imperiu Roman | 24 februarie 1500  | 21 septembrie 1558 | căsătorit în 1526 cu Isabela a Portugaliei, au avut copii.                                                                                        |
|                                                                               | Isabela                                            | 18 iulie 1501      | 19 ianuarie 1526   | căsătorită în 1515 cu Christian al II-lea al Danemarcei, au avut copii.                                                                           |
|                                                                               | Ferdinand I, Împărat al Sfântului Imperiu Roman    | 10 martie 1503     | 25 iulie 1564      | căsătorit în 1521 cu Anna a Boemiei și Ungariei, au avut copii.                                                                                   |
|                                                                               | Maria                                              | 18 septembrie 1505 | 18 octombrie 1558  | căsătorită în 1522 cu Louis al II-lea al Ungariei și Boemiei, n-au avut copii.                                                                    |
|                                                                               | Caterina                                           | 14 ianuarie 1507   | 12 februarie 1578  | căsătorită în 1525 cu Ioan al III-lea al Portugaliei, au avut copii.                                                                              |

## Legături externe
- Biography of Juana the Mad of Castile (1479–1555) Arhivat în 6 noiembrie 2021, la Wayback Machine.
- Juana of Castile at Find-A-Grave
- Documentar despre viața Ioanei de Castilia în serialul pentru televiziune Femeile în istorie, Spaniaîn limba spaniolă
- 1501-1502 Călătoria lui Filip cel Frumos și a Ioanei de Aragona de la Bruxelles la Toledo [nefuncțională – arhivă]